# Nicolás Domínguez
Nicolás Martín Domínguez, detto Nico (Haedo, 28 giugno 1998), è un calciatore argentino, centrocampista del Nottingham Forest. Con la nazionale argentina si è laureato campione del Sud America nel 2021.

## Caratteristiche tecniche
È un centrocampista centrale dotato di un'ottima visione di gioco e precisione nei passaggi sia lunghi che corti.

## Carriera

### Club

#### Vélez
Cresciuto nelle giovanili del Vélez Sarsfield ha esordito nel 2017, in una partita valida per la Superliga Argentina, vinta dai Fortineros 3-2 sull'Estudiantes. Dominguez ha giocato immediatamente titolare, confezionando anche un assist.

#### Bologna
Il 30 agosto 2019 viene acquistato dal Bologna, che lo lascia in prestito al Vélez. Dal 10 gennaio 2020 viene inserito definitivamente nella rosa del Bologna, debutta con i felsinei due giorni dopo, il 12 gennaio, disputando gli ultimi 9 minuti della partita persa per 1-0 contro il Torino in trasferta.
Realizza la sua prima rete con i felsinei il 16 dicembre 2020 nel pareggio per 2-2 in casa dello Spezia, avviando la rimonta dei rossoblù che erano sotto di due reti.

#### Nottingham Forest
Il 1º settembre 2023 viene acquistato dal Nottingham Forest.

### Nazionale
Ha esordito con la maglia della nazionale maggiore argentina il 5 settembre 2019, subentrando nell'amichevole terminata 0-0 contro il Cile. Il 13 ottobre seguente, alla terza presenza, realizza la sua prima rete in nazionale nell'amichevole vinta per 6-1 contro l'Ecuador.
Nell'ottobre del 2022, viene inserito dal CT Lionel Scaloni nella lista dei pre-convocati per i Mondiali di calcio in Qatar, non rientrando però nella rosa finale.

## Statistiche

### Presenze e reti nei club
Statistiche aggiornate al 19 maggio 2024.
| Stagione               | Squadra                | Campionato             | Campionato | Campionato | Coppe nazionali | Coppe nazionali | Coppe nazionali | Coppe continentali | Coppe continentali | Coppe continentali | Altre coppe | Altre coppe | Altre coppe | Totale | Totale | Totale |
| Stagione               | Squadra                | Comp                   | Pres       | Reti       | Comp            | Pres            | Reti            | Comp               | Pres               | Reti               | Comp        | Pres        | Reti        | Pres   | Reti   |        |
| ---------------------- | ---------------------- | ---------------------- | ---------- | ---------- | --------------- | --------------- | --------------- | ------------------ | ------------------ | ------------------ | ----------- | ----------- | ----------- | ------ | ------ | ------ |
| 2016-2017              | Vélez Sarsfield        | PD                     | 12         | 1          | CA              | 0               | 0               | -                  | -                  | -                  | -           | -           | -           | 12     | 1      |        |
| 2017-2018              | Vélez Sarsfield        | PD                     | 24         | 0          | CA              | 4               | 0               | -                  | -                  | -                  | -           | -           | -           | 28     | 0      |        |
| 2018-2019              | Vélez Sarsfield        | PD                     | 25         | 3          | CA              | 1               | 0               | -                  | -                  | -                  | CdS         | 3           | 0           | 29     | 3      |        |
| 2019-gen. 2020         | Vélez Sarsfield        | PD                     | 14         | 5          | CA              | 4               | 0               | -                  | -                  | -                  | -           | -           | -           | 18     | 5      |        |
| Totale Vélez Sarsfield | Totale Vélez Sarsfield | Totale Vélez Sarsfield | 75         | 9          |                 | 9               | 0               |                    | -                  | -                  |             | 3           | 0           | 87     | 9      |        |
| gen.-giu. 2020         | Bologna                | A                      | 16         | 0          | CI              | -               | -               | -                  | -                  | -                  | -           | -           | -           | 16     | 0      |        |
| 2020-2021              | Bologna                | A                      | 28         | 1          | CI              | 2               | 0               | -                  | -                  | -                  | -           | -           | -           | 30     | 1      |        |
| 2021-2022              | Bologna                | A                      | 28         | 0          | CI              | 1               | 1               | -                  | -                  | -                  | -           | -           | -           | 29     | 1      |        |
| 2022-2023              | Bologna                | A                      | 31         | 3          | CI              | 3               | 0               | -                  | -                  | -                  | -           | -           | -           | 34     | 3      |        |
| ago. 2023              | Bologna                | A                      | 2          | 0          | CI              | 1               | 0               | -                  | -                  | -                  | -           | -           | -           | 3      | 0      |        |
| Totale Bologna         | Totale Bologna         | Totale Bologna         | 105        | 4          |                 | 7               | 1               |                    | -                  | -                  |             | -           | -           | 112    | 5      |        |
| set. 2023-2024         | Nottingham Forest      | PL                     | 26         | 2          | FACup+CdL       | 3               | 1               | -                  | -                  | -                  | -           | -           | -           | 29     | 3      |        |
| Totale carriera        | Totale carriera        | Totale carriera        | 206        | 15         |                 | 19              | 2               |                    | -                  | -                  |             | 3           | 0           | 228    | 17     |        |

### Cronologia presenze e reti in nazionale
| Cronologia completa delle presenze e delle reti in nazionale ― Argentina | Cronologia completa delle presenze e delle reti in nazionale ― Argentina | Cronologia completa delle presenze e delle reti in nazionale ― Argentina | Cronologia completa delle presenze e delle reti in nazionale ― Argentina | Cronologia completa delle presenze e delle reti in nazionale ― Argentina | Cronologia completa delle presenze e delle reti in nazionale ― Argentina | Cronologia completa delle presenze e delle reti in nazionale ― Argentina | Cronologia completa delle presenze e delle reti in nazionale ― Argentina |
| Data                                                                     | Città                                                                    | In casa                                                                  | Risultato                                                                | Ospiti                                                                   | Competizione                                                             | Reti                                                                     | Note                                                                     |
| ------------------------------------------------------------------------ | ------------------------------------------------------------------------ | ------------------------------------------------------------------------ | ------------------------------------------------------------------------ | ------------------------------------------------------------------------ | ------------------------------------------------------------------------ | ------------------------------------------------------------------------ | ------------------------------------------------------------------------ |
| 5-9-2019                                                                 | Los Angeles                                                              | Cile                                                                     | 0 – 0                                                                    | Argentina                                                                | Amichevole                                                               | -                                                                        | 67’ 82’                                                                  |
| 10-9-2019                                                                | San Antonio                                                              | Argentina                                                                | 4 – 0                                                                    | Messico                                                                  | Amichevole                                                               | -                                                                        | 54’                                                                      |
| 13-10-2019                                                               | Elche                                                                    | Ecuador                                                                  | 1 – 6                                                                    | Argentina                                                                | Amichevole                                                               | 1                                                                        | 57’                                                                      |
| 15-11-2019                                                               | Riyad                                                                    | Brasile                                                                  | 0 – 1                                                                    | Argentina                                                                | Amichevole                                                               | -                                                                        | 90’                                                                      |
| 18-11-2019                                                               | Tel Aviv                                                                 | Argentina                                                                | 2 – 2                                                                    | Uruguay                                                                  | Amichevole                                                               | -                                                                        | 68’                                                                      |
| 8-10-2020                                                                | Buenos Aires                                                             | Argentina                                                                | 1 – 0                                                                    | Ecuador                                                                  | Qual. Mondiali 2022                                                      | -                                                                        | 84’                                                                      |
| 13-10-2020                                                               | La Paz                                                                   | Bolivia                                                                  | 1 – 2                                                                    | Argentina                                                                | Qual. Mondiali 2022                                                      | -                                                                        | 69’ 90’                                                                  |
| 12-11-2020                                                               | Buenos Aires                                                             | Argentina                                                                | 1 – 1                                                                    | Paraguay                                                                 | Qual. Mondiali 2022                                                      | -                                                                        | 90’                                                                      |
| 21-6-2021                                                                | Brasilia                                                                 | Argentina                                                                | 1 – 0                                                                    | Paraguay                                                                 | Coppa America 2021 - 1º turno                                            | -                                                                        | 80’                                                                      |
| 28-6-2021                                                                | Cuiabá                                                                   | Bolivia                                                                  | 1 – 4                                                                    | Argentina                                                                | Coppa America 2021 - 1º turno                                            | -                                                                        | 71’                                                                      |
| 16-11-2021                                                               | San Juan                                                                 | Argentina                                                                | 0 – 0                                                                    | Brasile                                                                  | Qual. Mondiali 2022                                                      | -                                                                        | 86’                                                                      |
| Totale                                                                   |                                                                          | Presenze                                                                 | 11                                                                       |                                                                          | Reti                                                                     | 1                                                                        |                                                                          |

## Palmarès

### Nazionale
- Coppa America: 1

Brasile 2021